# Julie Ertz
Julie Beth Ertz (nascida Johnston; Mesa, 6 de abril de 1992) é uma futebolista estadunidense que atua como defensora. 

## Carreira
Ertz fez parte do elenco da Seleção Estadunidense de Futebol Feminino, nas Olimpíadas de 2016.
Campeão do mundo em 2019 pela seleção americana